# Babići (Zenica, BiH)
Babići su naseljeno mjesto u sastavu općine Zenice, Federacija Bosne i Hercegovine, BiH. 

## Upravna organizacija
Godine 1981. pripojeni su naselju Orahovici (Sl.list NRBiH 28/81 i 33/81)

## Stanovništvo
Prema popisu 1981. ovdje su živjeli:
- Muslimani - 425
- ostali i nepoznato - 1
- UKUPNO: 426